# Chiridotea excavata
Chiridotea excavata is een pissebed uit de familie Chaetiliidae. De wetenschappelijke naam van de soort is voor het eerst geldig gepubliceerd in 1974 door Harper.